# Wohnhaus Klosterstraße 23
Das Wohnhaus Klosterstraße 23 (Conrad-Naber-Haus auch Vogeler-Haus) in der niedersächsischen Gemeinde Lilienthal im Landkreis Osterholz stammt vom 19. Jahrhundert. Aktuell (2025) wird es zum Wohnen und von der Bürgerstiftung Lilienthal genutzt.
Das Gebäude steht unter Denkmalschutz (siehe auch Liste der Baudenkmale in Lilienthal).

## Geschichte und Beschreibung
Lilienthal geht auf die Gründung des Klosters Lilienthal im 13. Jahrhundert zurück.
Das eingeschossige traufständige verputzte Gebäude mit ziegelgedecktem Krüppelwalmdach mit Schleppgauben wurde in der zweiten Hälfte des 19. Jhds. gebaut. An der nordwestlichen Giebelseite ist ein Verandavorbau. Boden- und Wandfliesen, Türblätter und mehrere Originalfenster sind erhalten. 1908 wurde das Haus durch den Worpsweder Künstler Heinrich Vogeler (1872–1942) umgestaltet und umgebaut mit Elementen des Jugendstils und der Reformarchitektur.
Die Bürgerstiftung Lilienthal wurde 2002 gegründet. Sie engagiert sich für das Gemeinwesen und unterstützt bürgerschaftliches Engagement. Durch eine Spende von Conrad Naber (1922–2018) erhielt die Bürgerstiftung 2007 das Haus und sanierte es bis 2010.
Das Landesdenkmalamt befand u. a.: „…  Sein architektonisches Werk ist bislang nicht vollständig erfasst, man erkennt am Bauwerk, auch in den Details der Inneneinrichtung, Fenster- und Türgestaltung jedoch auch hier seine Nähe zum Jugendstil und zur Reformarchitektur. …“